# Epiphanias-Kirche (Bochum)
Die evangelisch-lutherische Epiphaniaskirche im Bochumer Stadtteil Hamme, deren Name an die Erscheinung Christi vor den Weisen aus dem Morgenland erinnert, entstand ab 1929 nach Entwürfen des Castrop-Rauxeler Architekten Wilhelm Tiefenbach. Die Epiphaniaskirche wurde am 30. Mai 2010 zu einer Autobahnkirche erklärt, und ist bisher die einzige von 45 Autobahnkirchen- und Kapellen in einem Ballungsgebiet. Die Kirche wurde 2011 in die Route der Industriekultur aufgenommen.

## Baugeschichte

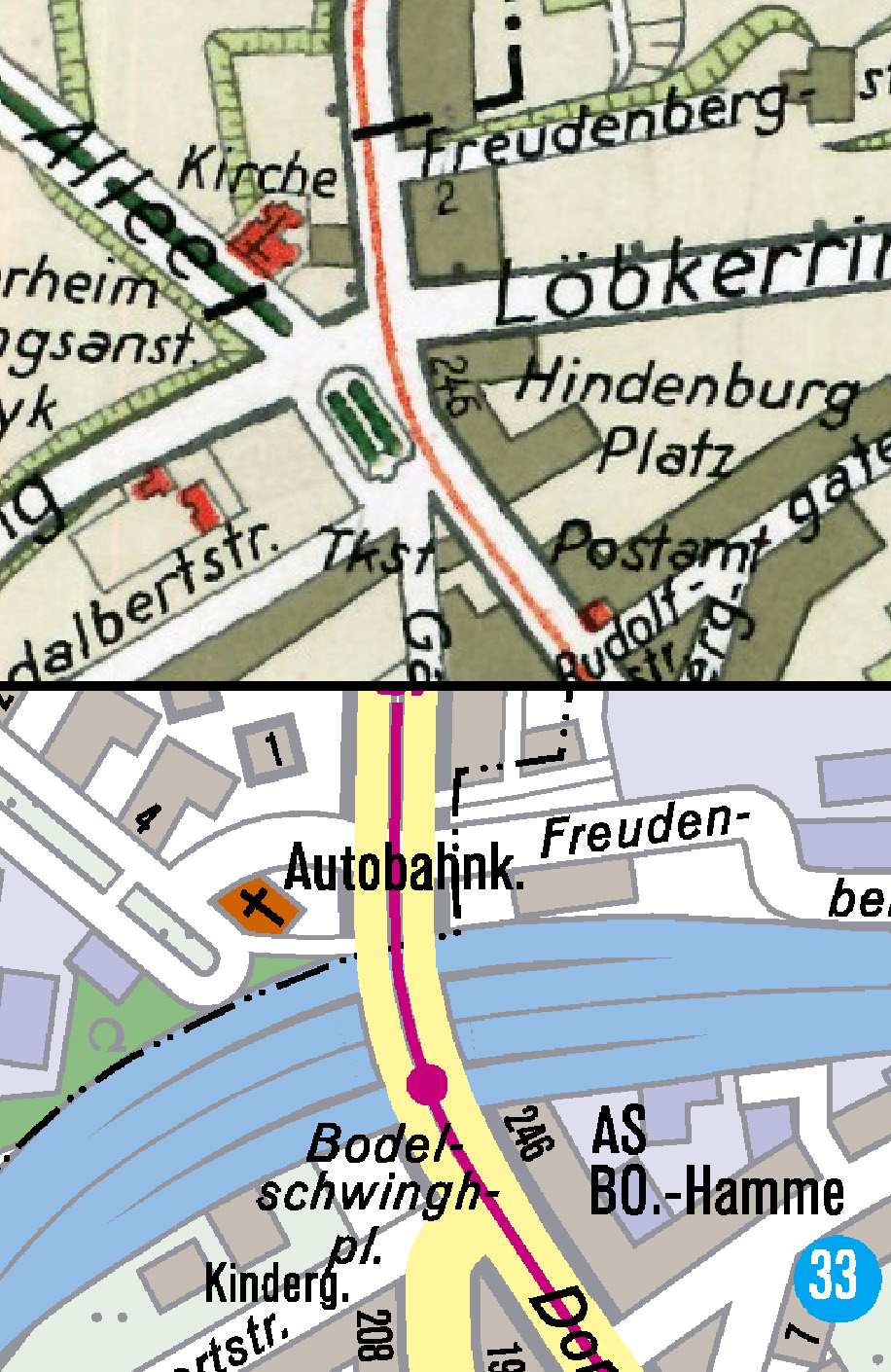
Lage der Kirche 1935 und 2011

Ein Konflikt innerhalb der evangelisch-unierten Gemeinde Hamme führte 1927 zur Gründung der Epiphaniaskirchengemeinde, die sich 1928 der altlutherischen Kirche in Preußen anschloss. Heute gehört die Kirchengemeinde zum Kirchenbezirk Westfalen der Selbständigen Evangelisch-Lutherischen Kirche.
Die Grundsteinlegung erfolgte am 7. Juli 1929 und am 2. Februar 1930 wurde die Kirche geweiht. Die Kirche wurde im Stil des Neuen Bauen errichtet.

„Im Einzugsgebiet eines der größten Industrie-Agglomerate der Stadt Bochum angesiedelt, erhebt die Baugruppe durch ihre Formensprache den Anspruch, integraler Bestandteil der industriellen Arbeitswelt zu sein und in sie hineinzuwirken.“

In der Anfangszeit beherrschte das Kirchengebäude das Bild am damaligen Hindenburgplatz, durch den die 1928 fertiggestellte Verbandsstraße Ost-West IV, der „Ruhrschnellweg“, als einfache Stadtstraße durchführte. Mit dem Umbau um 1960 zu einer autobahnähnlichen Straße änderte sich die gesamte Situation, der Bau der Unterführung der Dorstener Straße durch die Schnellstraße dauerte allein zwei Jahre. Heute liegt die Epiphanias-Kirche in einer beengten Lage, umgeben von den Verkehrsströmen der B 226 (Dorstener Straße) und der A 40, und liegt städtebaulich im Abseit.
Der Name Epiphaniaskirche wird seit 1950 verwendet. Seit 2005 steht sie mit der Nummer A 606 unter Denkmalschutz.
Seit dem Kulturhauptstadtjahr 2010 ist die Epiphanias-Kirche gleichzeitig Gemeindekirche und die Autobahnkirche RUHR. An der Brücke der Dorstener Straße über die Autobahn A 40, direkt neben der Kirche, steht ebenfalls seit dem Jahr der Spruch „Ich komm’ zur Ruhe“.
Aktuell (Stand Januar 2025) wird ein Gedenkort für Opfer im Straßenverkehr vor der Kirche geplant, unter der Schirmherrschaft des Innenministers NRW, Herbert Reul.

## Bauwerk
Das Gesamtensemble besteht aus Kirche, Turm, dem unter der Kirche angeordneten Gemeindesaal und dem Pfarrhaus. Die Kirche entstand im Bauhaus-Stil, mit den typischen schlichten, streng geometrischen Formen. Dementsprechend wurde der schlicht wirkende Bau so konzipiert, dass er sich gut in die damals durch Industriebauten geprägte Umgebung einfügt.
Die Eisenbetonkonstruktion der Anlage wurde in expressionistischen Formen rot verklinkert. Auf der Südostecke des Ensembles erhebt sich auf quadratischem Grundriss der 29,5 Meter hohe Turm, dessen Südwestecke um ein Geschoss höher und leicht nach vorn versetzt ist und von einem stählernen Kreuz bekrönt wird. Den Turm prägen schlitzartige vertikal angeordnete Fenster unter gereihten, hochrechteckigen Schallöffnungen. Der zweieinhalbgeschossige Wohntrakt gliedert sich nordöstlich an die Kirche an. Trotz mancher Kriegsschäden und der damit verbundenen Veränderungen hat sich das fortschrittliche, expressive Konzept der Baugruppe erhalten.
Wer sich jedoch auf den Weg in das Innere der Kirche macht, dem bietet sich ein ganz anderes Bild: Langhaus und Chor der Kirche gliedern schmale farbige Fensterbahnen, die Stirnseite belichtet ein Rundbogenfenster. Den Kirchenraum prägen die dreiseitig umlaufenden, ausschwingenden Emporen, die gegenüber dem Chor von einer Schuke-Orgel eingenommen werden. Eine über den Emporen herabgestufte Flachdecke schließt den Raum. Die Emporenkirche mit ihrem Saal im Sockelgeschoss ist im Vergleich zum massig dunklen wirkenden Außenbau durch die Hochrechteckfenster hell, licht und wirkt freundlich.

## Ausstattung

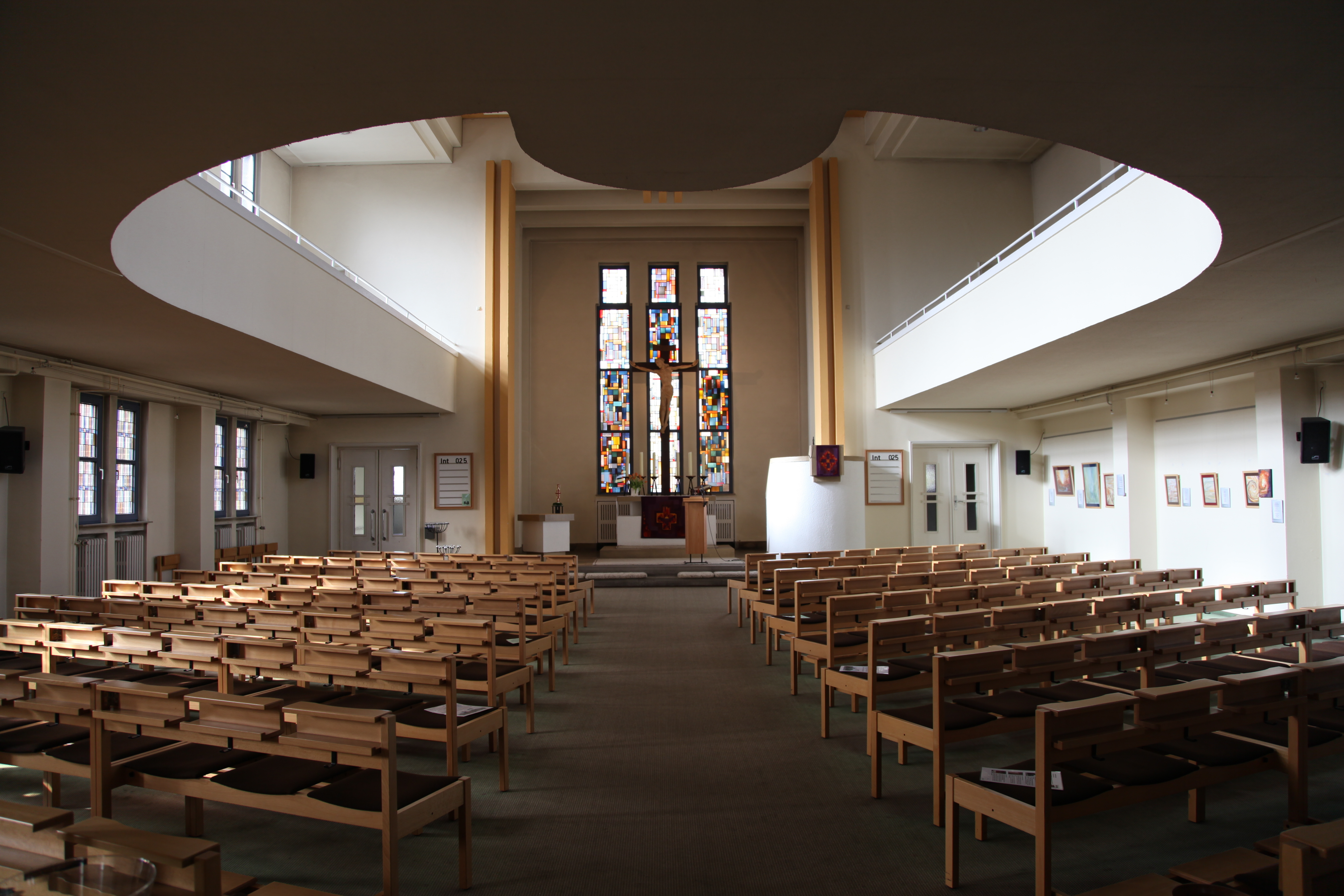
Blick zum Altar (2012)

- In der Mitte des Altarraumes steht hoch aufgerichtet das 1,65 m hohe fast lebensgroße Kreuz des universale Christus welches 1956 von dem Essener Architekten und Bildhauer Ernst Hackländer (* 31. Juli 1913 in Essen; † 2000) aus Stein gegossen und am 27. Mai 1956 geweiht wurde.
- Die Kirche besitzt ein Kreuz, dessen Sockel aus einem Zünder der Bombe, welche am 19. Februar 1945 das Pfarrhaus zerstörte, besteht. Das Kreuz selbst ist aus geschmolzenen Resten der Kirchenglocke der damaligen altlutherischen Kirche St. Petri in Wuppertal-Elberfeld gefertigt. Gespendet wurden die Reste vom Pastor der Gemeinde Theodor Greve, dessen Grabstein hinter der Kirche zu finden ist.[9]
- Die drei Gussstahl-Glocken wurden 1929 im benachbarten Bochumer Verein gegossen. Sie heißen Friedensglocke (d'), Trostglocke (f') und Hoffnungsglocke (g'). Da dieses Material nicht kriegswichtig war, in Gegensatz wie z. B. Bronzeglocken, überstanden sie den Zweiten Weltkrieg.[9]

## Orgel

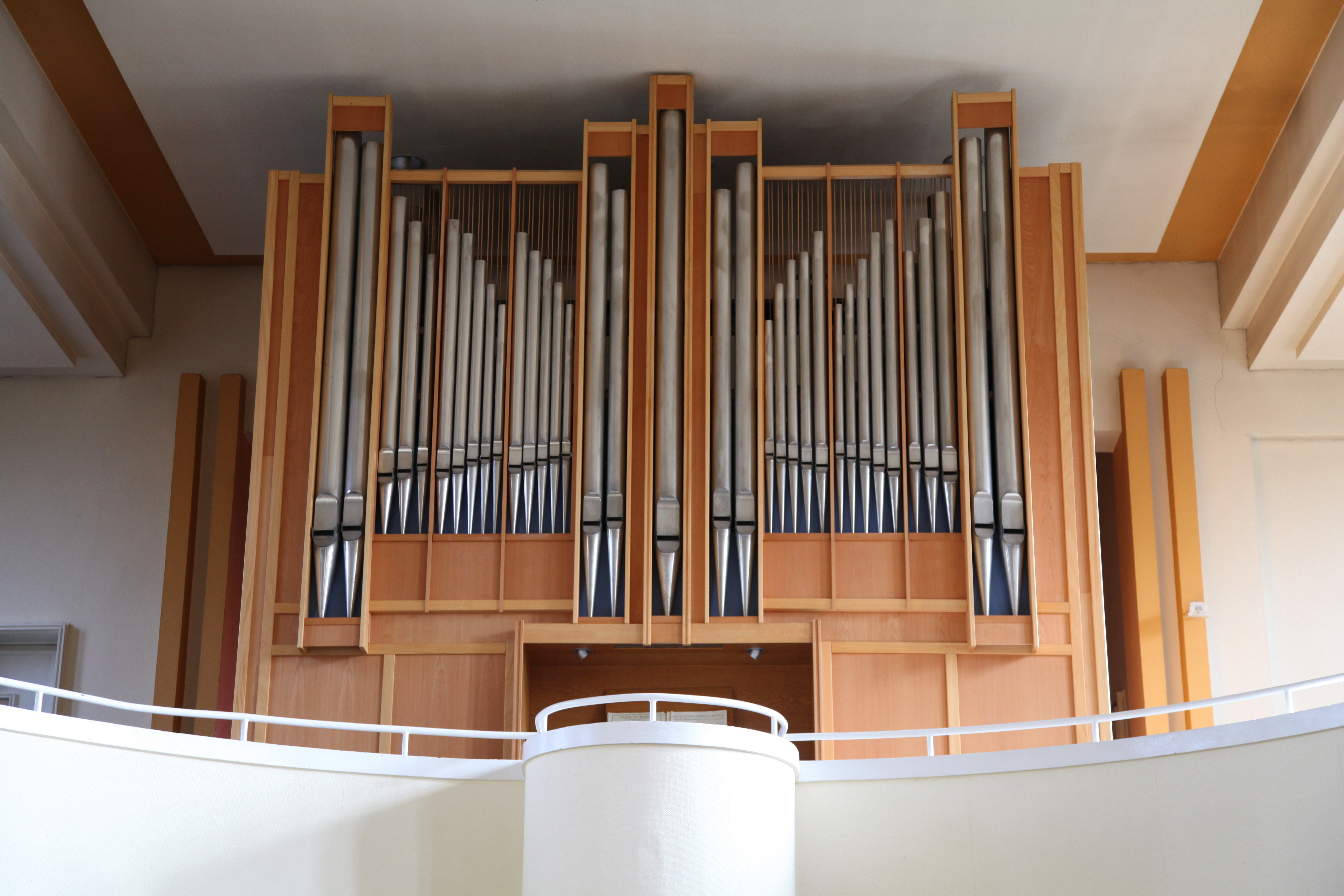
Die Orgel (2012)

Die dreimanualige Orgel wurde 1975 von der Berliner Orgelbauwerkstatt Karl Schuke für die Friedenskirche in Essen-Königssteele erbaut. Das Instrument verfügt über 23 klingende Register und wurde 2004 – mit neuem Prospekt – in einem feierlichen Gottesdienst eingeweiht. Sie hat folgende Disposition:
| I Schwellwerk C– |       |
| Rohrflöte        | 8′    |
| Prinzipalflöte   | 4′    |
| Nachthorn        | 2′    |
| Sesquialtera II  |       |
| Sifflöte         | 1 ⁄3′ |
| Scharff IV-V     |       |
| Cromorne         | 8′    |
| Tremulant        |       |

| II Hauptwerk C– |       |
| Bourdon         | 16′   |
| Principal       | 08′   |
| Gedackt         | 04′   |
| Oktave          | 04′   |
| Spitzflöte      | 04′   |
| Quinte          | 2 ⁄3′ |
| Superoktave     | 02′   |
| Mixtur IV-VI    |       |
| Trompete        | 08′   |

| Pedal C–e1       |     |
| Subbass          | 16′ |
| Oktavbass        | 08′ |
| Gedacktbass      | 08′ |
| Hohlflöte        | 04′ |
| Rauschpfeife III |     |
| Posaune          | 16′ |
| Schalmei         | 04′ |

- Koppeln: III als Koppelmanual
- Spielhilfen: 4 Setzer